# Estadio Sun Bowl
El Esatdio Sun Bowl es un estadio para fútbol americano inaugurado en 1963, el estadio posee una capacidad para 51.500 espectadores. Está ubicado en el campus de la Universidad de Texas en El Paso. En él disputa sus juegos como local el equipo de fútbol americano de esa universidad, los UTEP Miners. También se disputa en este estadio desde 1935 el Sun Bowl, partido de Fútbol americano universitario de la División I de la NCAA.